# Johanna Zugmann
Johanna Zugmann (* 1954 in Wien) ist eine österreichische Journalistin und Sachbuchautorin. Sie war 1988 redaktionelles Gründungsmitglied der Tageszeitung Der Standard und leitete dort das Ressort Karriere.

## Leben
Neben ihrer Tätigkeit als Redakteurin der Wochenzeitschrift „die industrie“ verfasste sie auch Artikel für die Wirtschaftsmagazine „trend“ und „trendprofil-Extra“. 1988 wechselte Zugmann als Gründungsmitglied zu der Tageszeitung Der Standard, wo sie zunächst als Redakteurin des Wirtschaftsressorts, dann der Wochenendbeilage ALBUM arbeitete.
1990 avancierte die Journalistin zur Ressortleiterin des von ihr konzipierten Karrieren-Standard.
Von 1998 bis 2001 betreute Zugmann eine online Karrierelounge, 1999 startete sie eine Veranstaltungsreihe, in der Karriereentscheider, Wirtschaftskapitäne, Headhunter, Personalchefs und Leser ein Netzwerk bilden. Im Jahr 2000 erschien im FAZ-Verlag ihr gemeinsam mit Werner Lanthaler verfasster Bestseller „Die ICH-Aktie“. 2002 folgte das im Falter Verlag erschienene Buch „Karriereplan Wien – Erfolg haben, authentisch bleiben.“

## Auszeichnungen
- 2004 Leopold-Kunschak-Preis – Pressepreis für ihr sozialpolitisches Engagement für die Optimierung des heimischen Human Resources Managements durch Bundeskanzler Wolfgang Schüssel

## Bücher
- Die Ich-Aktie (mit Werner Lanthaler). Frankfurter Allg. Buch, Frankfurt/Main 2000, ISBN 3-933180-84-8.
- Karriereplan Wien. Falter Verlag, Wien 2002, ISBN 3-85439-302-4.
- Bewerbungsberater Österreich. Die Kunst der kreativen Stellensuche. Redline Wirtschaft bei Ueberreuter, Frankfurt/Main, Wien 2003, ISBN 3-8323-1042-8.

Unveröffentlichte Masterarbeit
- Die neuen Mahlverwandtschaften. Innovative Strategien wider die Krise der Gastlichkeit. Salzburg, Univ., Masterthesis, Universitätslehrgang Gastrosophische Wissenschaften, 2014.